# 施罗德镇
施罗德镇是巴西圣卡塔琳娜州的一个市镇。总面积143.818平方公里，总人口12776人，人口密度88.8人/平方公里。